# Tullos
Tullos é uma cidade  localizada no estado americano de Luisiana, na Paróquia de La Salle e Paróquia de Winn.

## Demografia
Segundo o censo americano de 2000, a sua população era de 419 habitantes.
Em 2006, foi estimada uma população de 416, um decréscimo de 3 (-0.7%).

## Geografia
De acordo com o United States Census Bureau tem uma área de
4,0 km², dos quais 3,9 km² cobertos por terra e 0,1 km² cobertos por água. Tullos localiza-se a aproximadamente 28 m acima do nível do mar.

## Localidades na vizinhança
O diagrama seguinte representa as localidades num raio de 24 km ao redor de Tullos.